# Галігамува (підрозділ окружного секретаріату)
Підрозділ окружного секретаріату Галігамува — підрозділ окружного секретаріату округу Кегалле, провінції Сабарагамува, Шрі-Ланка. Складається з 51 Грама Ніладхарі.